# 林檎の杜
林檎の杜（りんごのもり）はインプレス社が運営していたMacintosh用のオンラインソフトウェアを紹介するウェブサイト。同じくインプレスが運営していたMicrosoft Windows用のソフトウェアを扱うサイト窓の杜の姉妹サイトとして2000年11月に開設された。
コンテンツ制作はMACLIFE誌編集部が行っていたが、同誌が2002年1月に廃刊となったため、同2002年3月29日をもって閉鎖されている。